# La Vache (film, 2016)
Pour les articles homonymes, voir La Vache.
Pour plus de détails, voir Fiche technique et Distribution.
La Vache est une comédie française réalisé par Mohamed Hamidi, sorti en 2016.

## Synopsis
Fatah, un paysan algérien modeste, joyeux et optimiste, n'a jamais quitté sa campagne. Aimant la culture française et notamment la musique de variété des années 1980, il rêve d'emmener sa vache, Jacqueline, au salon de l'agriculture de Paris. Un jour, à la surprise générale, il reçoit une invitation pour s'y rendre, l'organisation de l'évènement exprimant le souhait de récompenser sa persévérance. Il est toutefois incapable de financer le voyage et doit donc, pour mener à bien son voyage, emprunter de l'argent à tous les hommes du village, qui consentent à ce prêt malgré les réticences.
Il quitte alors sa femme Naïma et ses deux filles et prend le bateau pour Marseille avec sa vache. Avant d'entamer, à pied, sa marche vers Paris, il rend visite à son beau-frère, Hassan, qui vit depuis des années à Marseille. Il découvre que ce dernier a caché l'existence de son mariage avec une Française et de leurs deux enfants. Hassan incite fortement Fatah à ne rien révéler et à s'en aller rapidement. Le paysan algérien débute ensuite son périple à travers la France, où il fait des rencontres variées : il se retrouve à animer une fête de village trop arrosée, puis il est accueilli chez un comte ruiné lorsque Jacqueline se voit bloquée par la traversée d'un cours d'eau, puis il est impliqué malgré lui dans un mouvement de revendications paysannes qui lui vaut d'être injustement arrêté par la police lors d'une manifestation qui dégénère. Repéré par une journaliste de la télévision française, le courageux marcheur fait soudainement le buzz dans les médias et sur les réseaux sociaux, suscitant l'admiration et subissant également quelques moqueries.
Alors que les ennuis le retardent, il n'est pas sûr d'arriver à temps au concours de la plus belle vache tarentaise. D'autre part, des photographies embarrassantes, le montrant ivre ou embrassant une femme, créent un scandale parmi les habitants de son village qui les reçoivent à cause d'un quiproquo.

## Fiche technique
Sauf indication contraire, les informations mentionnées dans cette section peuvent être confirmées par les bases de données cinématographiques IMDb et Allociné,  présentes dans la section « Liens externes ».
- Titre : La Vache
- Réalisation : Mohamed Hamidi

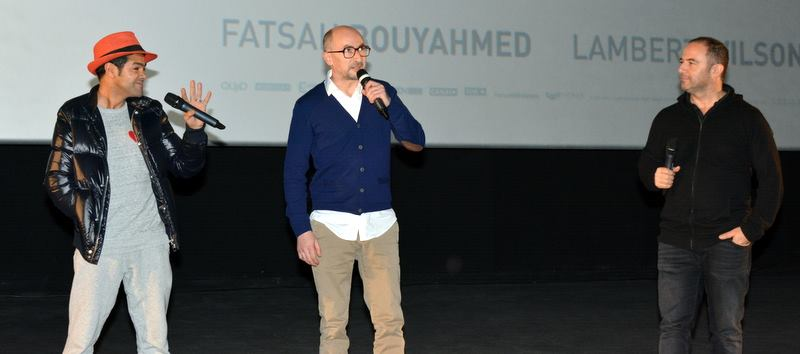
Jamel Debbouze, Fatsah Bouyahmed et le réalisateur Mohamed Hamidi.

- Scénario : Mohamed Hamidi, Alain-Michel Blanc et Fatsah Bouyahmed
- Musique : Ibrahim Maalouf
- Montage : Marion Monnier
- Photographie : Elin Kirschfink
- Costumes : Hadjira Ben-Rahou
- Décors : Arnaud Roth
- Production : Nicolas Duval Adassovsky, Yann Zenou, Laurent Zeitoun et Jamel Debbouze ; coproduction : Romain Le Grand et Vivien Aslanian
- Sociétés de production : Quad Productions ; Pathé, France 3 Cinéma, Agora Films, 14e Art Production et Ten Films ; SOFICA Cinémage 10 et SofiTVciné 3
- Distribution : Pathé Distribution
- Pays de production :  France
- Langues orientales : français et arabe
- Durée : 91 minutes
- Genre : comédie
- Dates de sortie :
  - France : 14 janvier 2016 (Festival de l'Alpe d'Huez) ; 17 février 2016 (sortie nationale)

## Distribution
- Fatsah Bouyahmed : Fatah Ballabes, le paysan algérien
- Lambert Wilson : Philippe, le comte ruiné
- Jamel Debbouze : Hassan, le beau-frère de Fatah
- Julia Piaton : la jeune reporter de télévision
- Hajar Masdouki : Naïma, la femme de Fatah
- Hamed Souna : le jeune collègue web de Hassan
- Amal El Atrache : l'institutrice
- Fehd Benchemsi : Samir
- Miloud Khetib : Hamed, le père de Naïma et Hassan
- Christian Ameri : Lucien, l'employé du comte Philippe
- Karina Marimon : Cathy, la femme du baiser
- Patrice Thibaud : Patrice, le magicien
- Charline Paul : une assistante de Patrice
- Catherine Davenier : Jacqueline, la paysanne française
- François Bureloup : un fonctionnaire de police
- Pierre Diot : le leader du syndicat agricole
- Ophélia Kolb : Stéphanie, la femme de Hassan
- Malik Bentalha : le jeune banlieusard au salon
- Norbert Haberlick : le policier d'accueil
- Alain Chapuis : l'animateur du salon
- Thor Schenker : Armand
- Frédéric Épaud : l'organisateur du salon

Dans leur propre rôle :
- Jacqueline, la vache tarentaise
- Renaud Champmartin, le speaker du Salon de l'agriculture
- Cyril Hanouna
- Anne-Sophie Lapix
- Élise Lucet
- Maxime Switek
- Antoine de Caunes

## Production
En faisant ce film, Mohamed Hamidi exprime la volonté de mettre en place « un cadre positif d'une France qu’on aimerait voir plus souvent ».

## Distinctions
- Festival international du film de comédie de l'Alpe d'Huez 2016 : Grand prix, Prix du public et Prix Michel Galabru d'interprétation pour Fatsah Bouyahmed[2]
- Prix du cinéma européen 2016 : nomination pour la meilleure comédie européenne